# Amoklauf von Alphen

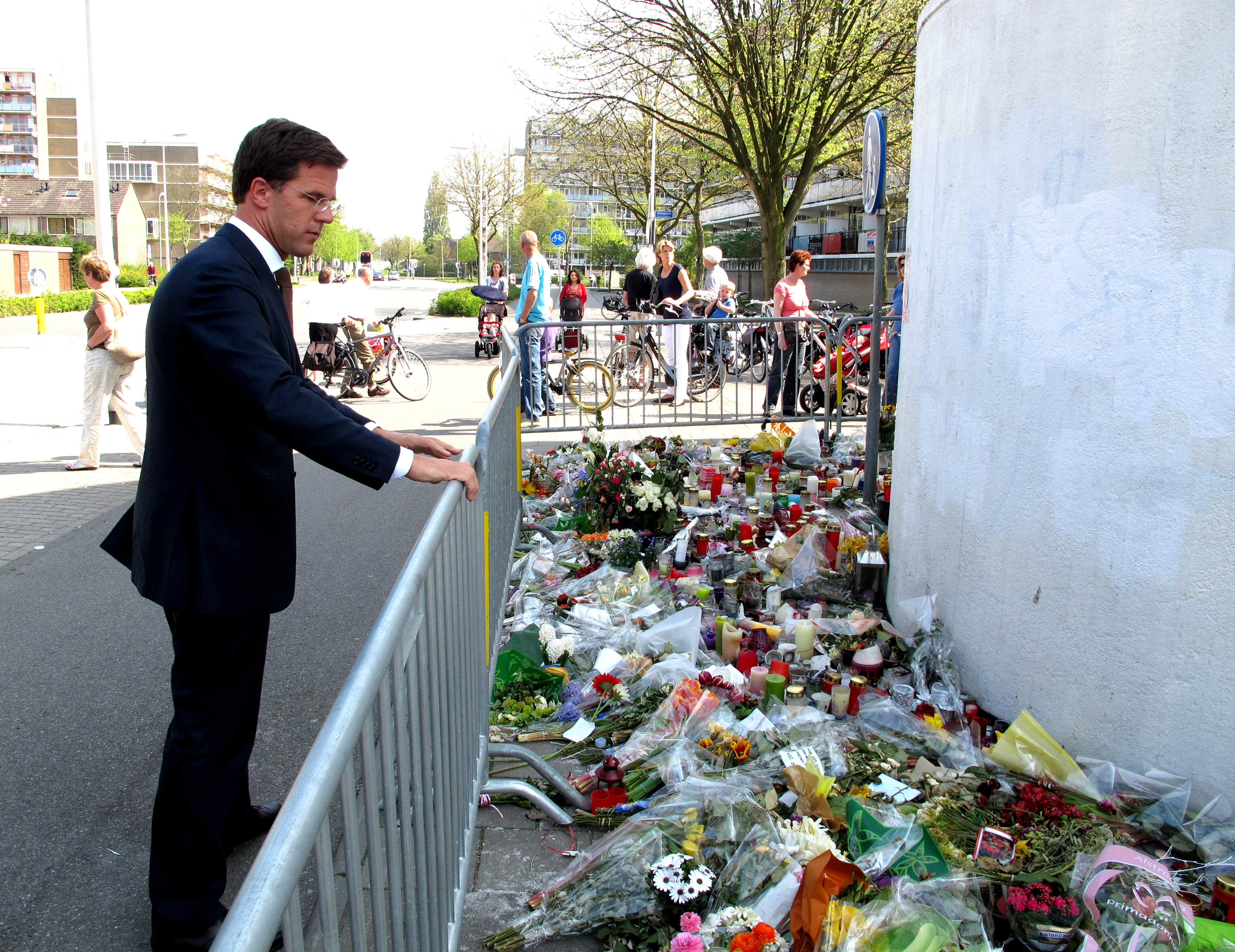
Ministerpräsident Rutte bei dem Ridderhof

Der Amoklauf von Alphen ereignete sich am 9. April 2011 in Alphen aan den Rijn, etwa 32 Kilometer südlich von Amsterdam. Ein Mann tötete sechs und verletzte 17 Menschen, darunter zwei Kinder (sechs und zehn Jahre alt), bevor er Suizid beging.

## Tathergang und Folgen
Der 24-jährige Tristan van der Vlis betrat gegen 12 Uhr in Militärkleidung das Einkaufszentrum Ridderhof in Alphen. Nach kurzer Zeit feuerte er in die Menschenmenge. Dabei benutzte er ein halbautomatisches Kleinkaliber-Gewehr. Es wurde von Panik berichtet. Nach Abschluss der Tat beging er Suizid.
Bei dem Amoklauf kamen drei Frauen und drei Männer im Alter von 80, 49 und 42 sowie 91, 68 und 45 Jahren sowie zwei weitere Menschen ums Leben.
Das Einkaufszentrum wurde geräumt und die Gegend abgeriegelt, weil nach der Untersuchung des Wagens des Täters Bombendrohungen gefunden wurden und um die Gefahr vor Nachahmern zu verringern.
Königin Beatrix und Ministerpräsident Mark Rutte sprachen den Opfern sowie deren Familien ihr Beileid aus. Sie sei „sprachlos angesichts des enormen Leids, das so vielen Menschen zugefügt wurde“, so ein Hofsprecher.

## Der Täter
Tristan van der Vlis wohnte seit seiner Kindheit mit seinem Vater in einem Apartment. Er war der Enkel eines verurteilten Kollaborateurs und der Neffe des zeitweise höchstrangigen niederländischen Generals Arie van der Vlis. Er war Mitglied im Schützenverein und besaß drei Waffen. 2006 hatte van der Vlis versucht, sich das Leben zu nehmen. Nach Angaben der Staatsanwaltschaft habe der schwer gestörte Täter Gott bestrafen wollen, indem er dessen Geschöpfe tötete.